# Archivní výzkum
Archivní výzkum je typ primárního výzkumu, který zahrnuje vyhledávání a získávání informací z originálních archivních záznamů. Tyto záznamy jsou často téměř soudobé s událostmi, které dokládají, a bývají proto velmi cenné. Mohou být uloženy buď v archivních repozitářích, anebo jsou majetkem nějaké organizace (vládní, obchodní, aj.), která je vytvořila nebo shromáždila, anebo je nástupnickou organizací v jejich vlastnění. Archivní výzkum bývá často srovnáván se (1) sekundárním výzkumem (prováděným nejčastěji v knihovně či online), který zahrnuje identifikování a nahlížení sekundárních zdrojů týkajících se předmětu bádání; a s (2) dalšími typy primárního výzkumu a empirického výzkumu, jakým jsou například terénní práce.
Archivní výzkum je komplexnější a časově náročnější než výzkum v knihovně či na internetu, neboť je nutné identifikovat, lokalizovat a interpretovat hledané dokumenty. Archivní záznamy jsou často jedinečné a výzkumník tak musí počítat s cestou na místo jejich uchovávání. Některé archivní pomůcky jsou k dispozici online, mnoho dalších ne, některým dokonce chybí jakákoli vyhledávací pomůcka. Některé záznamy mohou být veřejnosti nepřístupné, a to z důvodů utajení, archaického písma, zastaralého, nebo cizího jazyka, anebo příliš technického jazyka.
Archivní dokumenty byly vytvářeny pro určité praktické či administrativní účely, a tedy ne s ohledem na budoucí archivní výzkum, proto je často nutné k jejich objasnění zkoumat i souvislosti. Některé dokumenty jsou v držení soukromých vlastníků, anebo institucí, které odmítají umožnit přístup externím výzkumníkům.
Archivní výzkum tvoří základ historického výzkumu v akademickém prostředí; často se ale také provádí v jiných disciplínách napříč humanitními a sociálními vědami (v doprovodu s paralelní výzkumnou metodologií), včetně literární vědy, archeologie, sociologie, antropologie nebo psychologie. Může být rovněž podstatný v dalších, neakademických typech bádání, jako je například genealogie anebo kriminální vyšetřování.

## Dějiny archivního výzkumu
Nejstarší archivy na Blízkém Východě jsou několik tisíc let staré. Například Vatikánský tajný archiv byl založen v 17. století našeho letopočtu a obsahuje státní doklady, papežské knihy a korespondenci datovanou do 8. století.
Dalšími evropskými archivy jsou například nejstarší centrální archiv v Německu, který byl založen v roce 1919, nejstarší dokumenty pocházely z roku 1411. Francouzský národní archiv byl založen už roku 1790 během Francouzské revoluce a jeho nejstarší sbírky pochází z roku 625. Státní ústřední archiv, první jednotná archivní organizace v Česku, byl založen v roce 1954. Částí sbírky je i listinný archiv panovnického rodu Přemyslovců, známý jako Archiv České koruny, jež v sobě nejstarší dochovanou listinu, a to z roku 1158.

## Ukládání dat v předinternetové době
Organizování, sbírání a archivování informací je bez elektrické pomoci náročné. První ukládání elektronických dat umožnila magnetická ukládací zařízení. Tím, jak se technologie vyvíjela, rostla zároveň schopnost archivovat data pomocí elektroniky. První komerční počítač vyráběný v USA, UNIVAC I (Universal Automatic Computer 1), využíval magnetické pásky k ukládání dat. Tento typ uchovávání se využívá dodnes. Zatímco většina magnetických ukládacích zařízení byla nahrazena optickými (CD, DVD), některé magnetické přístroje se pro ukládání používají stále. Disketa se stala extrémně populárním ukládacím médiem v 70. až 90. let, lidé ji využívali pro zálohování svých pevných disků. Z hlediska množství uložených dat a možnosti přístupu byla dlouhou dobu nepřekonatelným úložným zařízením, neboť umožňovala uchránit relativně hodně dat, ke kterým uživatelé nepotřebovali rychle přístupovat, ale chtěli je mít pro všechny případy uložené.

## Věk internetového archivování
S rozvojem internetu a s opouštěním magnetických pásek se archivování začalo odehrávat více online.
Archivování na internetu se stalo populární z několika důvodů, a to především díky možnosti dosáhnout co nejmenšího možného prostoru s co nejvíce uloženými informacemi. Internetové archivy mohou obsáhnout rozsáhlý digitalizovaný materiál, stejně tak zajišťují dlouhodobou možnost správy dat a uchovávání. Další výhodou je možnost přístupu odkudkoli, kde je připojení k internetu.
Archivování na internetu s sebou nese i negativa. Jedním z největších je bezpečnost. Je také možné, že uložené informace budou uloženy špatně, anebo budou zničeny vodou či ohněm, což hrozilo i při archivaci pomocí disket, pevných disků a počítačů.
Většina institucí s fyzickým archivem začala své sbírky digitalizovat a zveřejňovat na internetu.
V únoru 1997 se poprvé setkaly klíčové osobnosti z akademického, archivního, podnikového, vládního, právního a technologického sektoru na průkopnické konferenci v San Franciscu. Konference s názvem “Documenting the Digital Age” byla sponzorována National Science Foundation, MCI Communications Corporation, Microsoft Corporation a History Associates Incorporated a byla podnětem k diskusi o uchovávání elektronických záznamů.